# Ostrożność procesowa
Ostrożność procesowa – baczność, oględność, przezorność, rozwaga w toku dokonywania czynności procesowych w postępowaniach sądowych i administracyjnych. Określenie spotykane w języku prawniczym, w pismach procesowych i innych oświadczeniach adresowanych do sądów i organów administracyjnych. Poszczególne procedury nie posługują się tym terminem. Posłużenie się stwierdzeniem z ostrożności procesowej może oznaczać, że nie ma się przekonania co do tego, że sąd lub organ przychyli się do wniosku, zastrzeżenia, zarzutu etc. podniesionego z ostrożności procesowej, a więc obok zasadniczych wniosków, zastrzeżeń, zarzutów etc., tym samym co do jego merytorycznej zasadności.